# Fråga Olle
Fråga Olle var ett TV-program i Kanal 5 om sex- och samlevnad med sexualupplysaren Olle Waller. Det hade premiär hösten 1998 och där Martin Björk var programledare och tog emot både kända och okända gäster med Olle Waller som expert och kortare reportage. Genom programmet fick både gäster och publik svar på frågor om sex och samlevnad. Programmet spelades in säsongsvis under en dryg vecka. Avsnitten sändes sedan under en längre period. År 2003 utvidgades reportagen till egna program om olika sexuella böjelser under namnet Fråga Olle-dokumentären med bland annat Anna Jillhed som reporter. Den programformen ersatte sedan studion och mellan 2011 och 2013 var Malin Gramer undersökande reporter. Dokumentärerna avhandlar ämnen som sex som träningsform, swingerslyxkryssningar och sugardejtning-relationer, ungas sexvanor, objektumsexualitet, gaytantra, bunnies, japansex och ballongfetisch.
Under våren 2007 startade en omgång med avsnitt på en halv timme istället för som förut en hel timme. Serien fortsatte också hösten 2007, våren 2008 samt våren 2009. Under 2009 började programmet även att visas i Finland på kanalen TV Viisi (finska för TV5) som delar kanalplats med finska The Voice TV och har samma ägare som svenska Kanal 5.

## VAKNA! med The Voice
Fråga Olle gjordes även som ett telefonväkteri i tv och radio. Olle Waller medverkade regelbundet i morgonprogrammet VAKNA! med The Voice där han svarade på tittarna och lyssnarnas frågor per telefon och mejl. Programmet var direktsänt och leddes av Martin Björk och Jakob Öqvist.